# Robert Owen
Robert Owen, född 14 maj 1771 i Newtown, Montgomeryshire, Wales, död 17 november 1858 i Newtown, Montgomeryshire, var en brittisk industriägare och samhällsreformator.

## Biografi
Robert Owen grundade 1788 en fabrik för spinnerimaskiner och 1790 ett bomullsspinneri och blev kort därpå driftsledare för ett av Manchesters större spinnerier. År 1799 inköpte ett av Owen lett konsortium textilfabrikerna New Lanark, South Lanarkshire, Skottland, som 1784 grundats av Owens svärfar David Dale.
Som chef för dessa företag kom Owen att göra sin viktigaste insats. Framgångsrikt utnyttjade han den rådande högkonjunkturen för bomullsindustrin, samtidigt som han intresserade sig för de anställdas levnadsförhållanden. Han försökte förkorta arbetstiden och 1816 förkortades den till 10 1/2 timme per dag. Genom att billiga råvaror tillhandahölls åt arbetarna förbättrades även deras reallöner. Hans viktigaste insats var dock kampen för goda uppväxtförhållanden för arbetarbarnen, som baserade sig på hans uppfattning att människans personlighet är en produkt av den omgivande miljön. God fostran betydde därför bättre människor. Barnen borde framförallt befrias från att placeras i fabriksarbete. Owens delägare i fabrikerna motsatte sig dock vissa av hans planer, men sedan ett nytt konsortium bildats 1813, erhöll han fria händer. Owen uppförde nu en anstalt för karaktärsbildning, där nya pedagogiska principer tillämpades. Läxläsning och aga bannlystes, åskådningsundervisning användes i dittills okänd utsträckning, sång, dans och kroppsövningar intog stort utrymme på schemat. I samband härmed inrättades den första småbarnsskolan i England för barn mellan tre och sex år.
Striderna om uppfostringsanstaltens principer bidrog dock till att Owen 1825 lämnade direktörsposten för fabrikerna och 1828 definitivt övergav New Lanark. Owen förde en energisk kamp för lagstiftning till skydd för de minderåriga i industrin, och hans ansträngningar kröntes med framgång så till vida att 1819 års lag upptog flera av Owens fordringar. Vid denna tidpunkt var Owen upptagen av ett långt större socialt reformprojekt, som avsåg att lösa det arbetslöshetsproblem, som den industriella revolutionen och fredskrisen efter 1815 medförde.
Han framlade 1817 en plan, som innebar att de arbetslösa skulle med sina familjer samlas i samhällen, kommuniteter om cirka 1 200 innevånare, vilka huvudsakligen skulle vara självförsörjande. Framförallt skulle man i dessa kommuniteter försöka fostra ett nytt släkte, där inte egoismen fick härja fritt. Ett försök att realisera planen gjordes i New Harmony i Indiana 1825–1828, där en kommunitet drevs under Owens ledning och på hans bekostnad. Planen misslyckades dock och vållade Owen stora penningförluster.
Hans nästa experiment var upprättandet av Equitable labour exchanges ("rättvisa arbetsbörser") 1832. Owen, som fortfarande vägrade att acceptera massarbetslösheten som en naturlig följd av de tekniska framstegen ansåg nu, att roten till det onda var ett förvänt penningsystem. Guld eller silver skulle inte vara värdemätare utan arbetet. I såväl London som Birmingham startades arbetsbörser, för vilka Owen var ansvarig och vilka avvecklades 1834 under stor förlust för Owen. År 1839 gjordes ett nytt försök att skapa ett mönstersamhälle, denna gång i Queenswood i Hampshire. Owen var tidvis ledare för denna kommunitet, vars störtande han dock motsatt sig och som avvecklades 1845.
Inom fackföreningsrörelsen kom Owen att spela en gästroll, då han 1832–1833 försökte skapa en för hela Storbritannien omfattande organisation för alla yrkesgrupper. Owens inflytande och förmåga att samla anhängare var betydande. Härtill bidrog hans anseende som en skicklig industriman, hans förmögenhet, hans idealism och sociala förmåga.
Owen har även tillskrivits betydelse för den brittiska kooperationens uppkomst. Hans insatser inskränkte sig dock främst till att han gav arbetarna hopp om att de genom egna insatser kunde förbättra sin ställning.